# SunTrust Indy Challenge 2006
SunTrust Indy Challenge 2006 var ett race som var den sjunde deltävlingen i IndyCar Series 2006. Racet kördes den 24 juni på Richmond International Raceway. Sam Hornish Jr. tog sig rakt in i mästerskapskampen genom att vinna sin andra seger för säsongen, samtidigt som hans titelkonkurrenter Dan Wheldon, Hélio Castroneves och Scott Dixon slutade nia, tia respektive elva. Vitor Meira blev tvåa, medan Dario Franchitti slutade trea.

## Slutställning
| Plats | Förare            | Team                     | Grid | Kvaltid |
| ----- | ----------------- | ------------------------ | ---- | ------- |
| 1     | Sam Hornish Jr.   | Marlboro Team Penske     | 3    | 15,646  |
| 2     | Vitor Meira       | Panther Racing           | 6    | 15,700  |
| 3     | Dario Franchitti  | Andretti Green Racing    | 10   | 15,764  |
| 4     | Marco Andretti    | Andretti Green Racing    | 5    | 15,691  |
| 5     | Scott Sharp       | Fernández Racing         | 2    | 15,633  |
| 6     | Bryan Herta       | Andretti Green Racing    | 9    | 15,751  |
| 7     | Tomas Scheckter   | Vision Racing            | 12   | 15,827  |
| 8     | Ed Carpenter      | Vision Racing            | 13   | 15,831  |
| 9     | Hélio Castroneves | Marlboro Team Penske     | 1    | 15,564  |
| 10    | Dan Wheldon       | Chip Ganassi Racing      | 4    | 15,652  |
| 11    | Scott Dixon       | Chip Ganassi Racing      | 11   | 15,784  |
| 12    | Kosuke Matsuura   | Fernández Racing         | 8    | 15,715  |
| 13    | Buddy Rice        | Rahal Letterman Racing   | 14   | 15,877  |
| 14    | Eddie Cheever     | Cheever Racing           | 17   | 16,057  |
| 15    | Danica Patrick    | Rahal Letterman Racing   | 15   | 15,893  |
| 16    | Buddy Lazier      | Dreyer & Reinbold Racing | 19   | 16,529  |
| 17    | Felipe Giaffone   | Dreyer & Reinbold Racing | 18   | 16,527  |
| 18    | Tony Kanaan       | Andretti Green Racing    | 7    | 15,702  |
| 19    | Jeff Simmons      | Rahal Letterman Racing   | 16   | 16,042  |